# Pistolet HK P30
Pistolet HK P30 – pistolet samopowtarzalny niemieckiego producenta broni Heckler & Koch, skonstruowany specjalnie na zamówienie policji niemieckiej; stanowi on rozwinięcie modelu HK P2000.

## Opis
Pistolet P30 jest bronią kurkową, posiada lufę o długości 98 mm, waga broni niezaładowanej to 740 g. Zasilany jest amunicją 9 x 19 mm, magazynek jest o pojemności 15 nabojów. Pistolet posiada stałe (otwarte: muszka, szczerbinka) przyrządy celownicze, przystosowane do strzelania w ciemności. Posiadają trzy świecące punkty kontrastowe do ułatwiające zgranie przyrządów celowniczych. Pistolet wyposażony jest w standaryzowaną szynę montażową w przedniej części chwytu – tzw. szynę Picatinny.

## Używany przez formacje
Pistolet ten jest używany przez niemieckie organy celne (Zollverwaltung), które jako pierwsze zdecydowały się na ten pistolet zamawiając jesienią 2006 13.500 egzemplarzy P30 w wersji V6 (zastępując broń SIG-Sauer P6). Niedługo potem norweska policja zakupiła 7000 pistoletów w wariancie P30L V1. W październiku 2008 roku kanton Szwajcarii Zurych podpisał kontrakt na 1,6 miliona franków szwajcarskich w celu przezbrojenia policji z przestarzałych typów SIG-Sauer P225 i P228 na najnowocześniejszy pistolet P30, następnie zdecydowały się również na wymianę kolejne kantony. Pod koniec listopada 2008 roku niemiecka policja federalna Bundespolizei zdecydowała także na przejście na pistolet P30. Dostawa odbyła się od lata 2009 do 2011 roku. Kraj związkowy Hesji wyposażył w 2010 w pistolet P30 w wersji V2 policję krajową (Landespolizei) oraz wymiar sprawiedliwości.